# Fischer-Tropsch-processen
Fischer-Tropsch-processen er en kemisk proces, hvor man omformer f.eks. biomasse, kul og naturgas til flydende brændstof. Processen er opkaldt efter de to tyske kemikere Franz Fischer og Hans Tropsch, der opfandt processen i 1923. Fischer-Tropsch kan også anvendes til at lave CO2-neutral energilagring ved at anvende energi fra vedvarende energi til at hente CO2 fra luften og lave den om til CO og ilt (kunstig fotosyntese). Den vedvarende energi anvendes også til at lave H2 fra fx H2O:
Den originale kemiske reaktion kan forenkles til følgende formel:
{\displaystyle CH_{4}+{\begin{matrix}{\frac {1}{2}}\end{matrix}}O_{2}\rightarrow 2H_{2}+CO}
Fejl i matematikken (MathML med SVG- eller PNG-fallback (anbefalet til moderne browsere og værktøjer): ugyldigt svar ("Math extension cannot connect to Restbase.") fra serveren "http://localhost:6011/da.wikipedia.org/v1/":): {\displaystyle (2n+1)H_2 + nCO \rarr C_nH_{2n+2} + nH_2O}

Produktet er oftest næsten ren paraffin og er meget anvendeligt i dieselmotorer. Det kan direkte indgå i den nuværende motorteknologi på bedste vis. Stort set alle de store olieselskaber investerer i teknologien fordi brændstoffet er i stand til at leve op til de evigt skrappere emissionskrav. En anden grund er muligheden for at producere et CO2-neutralt brændstof idet man kan bruge biomasse som råstof. 

## Historie
Teknikken blev brugt under 2. verdenskrig af den tyske krigsmaskine idet den var udsat for en olieembargo af de allierede. Senere blev teknikken brugt under Apartheid-regimet i Sydafrika da de også blev udsat for en blokade for import af olie.